# Boer Charel

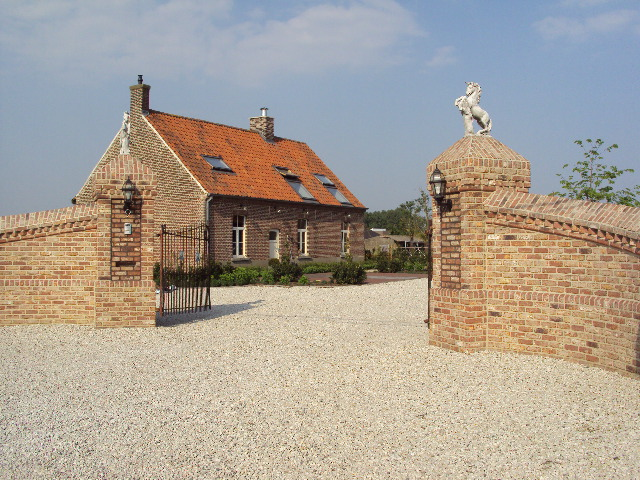
De gerestaureerde hoeve van boer Charel in Lotenhulle

Karel Declerck, beter bekend als Boer Charel, (Tielt, 1 december 1930 – aldaar, 2 februari 2013) was een Belgische landbouwer uit Lotenhulle die in 1996 tot een bekende Vlaming uitgroeide nadat Paul Jambers op VTM een reportage aan hem wijdde.

## Biografie
Karel Declerck was een boer in Lotenhulle. Hij werd in augustus 1995 door Jambers bezocht. In 1996 werd de reportage uitgezonden. De landbouwer bleek al achttien jaar lang, sedert de dood van zijn moeder in september 1977, in erg onhygiënische omstandigheden te wonen en werken. Zo at de man eieren uit dezelfde pan als zijn katten en moest hij opletten dat er geen spinnenwebben in vielen. Ondanks zijn armoedige woonomstandigheden was de landbouwer wel eigenaar van veertig hectaren grond en had hij ook een dikke bankrekening.
Vanwege zijn excentrieke levensstijl en uitspraken groeide Declerck onder zijn bijnaam "Boer Charel" algauw uit tot een Bekende Vlaming. Hij werd nu ook door andere televisieploegen bezocht en kreeg in 2000 een eigen rubriek in het programma Hart van Vlaanderen. Zijn onhygiënische imago stootte echter ook op kritiek van de Boerenbond. In 2008 liet de Dierenbescherming zijn zwaar verwaarloosde paarden weghalen. Twee weken later, nadat hij zijn stallen had schoongemaakt, kreeg hij ze terug in zijn bezit.
Op 21 augustus 2009 trouwde Boer Charel met Vera Schouppe, een 34 jaar jongere vrouw met vier kinderen. Ze hielp hem om de boerderij schoon te maken en had naar eigen zeggen geen liefdesrelatie met hem, maar een duurzame vriendschapsrelatie. In 2011 liet Boer Charel een juweel voor haar ontwerpen bij goudsmid Jos Bikkems.
Boer Charel leed aan diabetes en lymfeklierkanker. Hij overleed uiteindelijk op 82-jarige leeftijd aan deze ziekte, in combinatie met een aanval van klierkoorts in het ziekenhuis van Tielt. Op 9 februari werd hij begraven, na een uitvaartdienst in de Heilig-Kruiskerk van Lotenhulle.
Boer Charel is een prototype van iemand die geen enkele aanleiding gaf om in de belangstelling te komen, maar door een optreden op televisie, binnen het bereik van de Vlaamse commerciële zender VTM een "beroemdheid" werd.